# آنتونیو موتا
آنتونیو موتا (اسپانیایی: Antonio Mota‎; ۲۶ ژانویهٔ ۱۹۳۹ – ۱۳ سپتامبر ۱۹۸۶) بازیکن فوتبال اهل مکزیک بود.
از باشگاه‌هایی که در آن بازی کرده‌است می‌توان به اشاره کرد.
وی همچنین در تیم ملی فوتبال مکزیک بازی کرده‌است.